# Interpellation Lasker

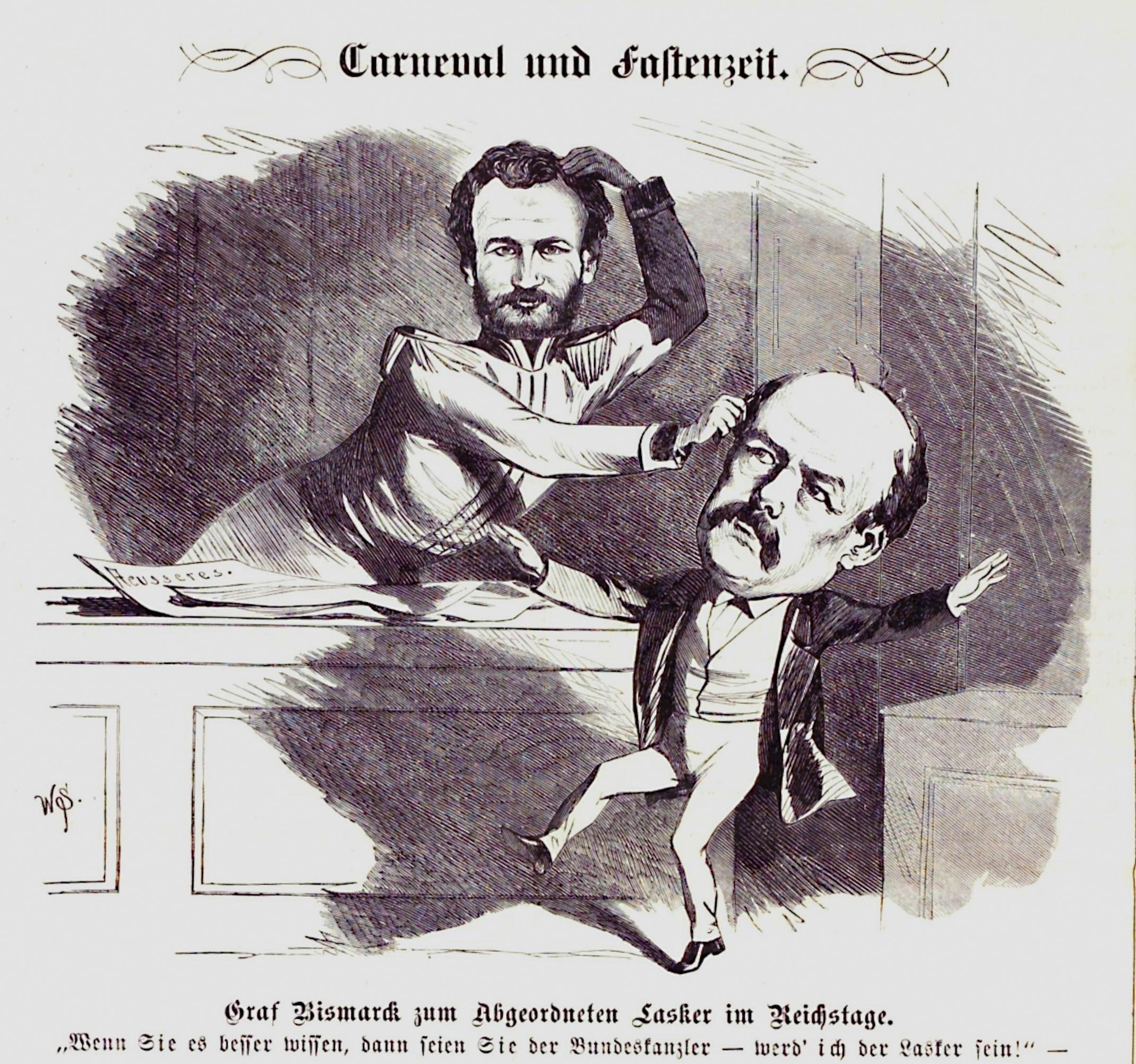
Karikatur im Kladderadatsch, 1870. „Graf Bismarck zum Abgeordneten Lasker im Reichstage. ‚Wenn Sie es besser wissen, dann seien Sie der Bundeskanzler – werd ich der Lasker sein.‘“

Als Interpellation Lasker bezeichnet man einen parlamentarischen Vorfall im Februar 1870. Der nationalliberale Abgeordnete Eduard Lasker stellte dem Bundeskanzler Otto von Bismarck eine Frage im norddeutschen Reichstag. Es ging ihm um einen eventuellen Beitritt des Großherzogtums Baden zum Norddeutschen Bund. Bismarck beantwortete die Interpellation unerwartet schroff und abweisend.
Hintergrund des Vorfalls waren die unterschiedlichen Vorstellungen Bismarcks und der Nationalliberalen über die Deutsche Einheit. Die Nationalliberalen wollten durch den Beitritt Badens die nationale Begeisterung stärken und den übrigen süddeutschen Staaten ein Beispiel vorsetzen. Mit der Erweiterung des Bundes verbanden sie auch die Hoffnung auf eine liberalere Innenpolitik. Bismarck hingegen wollte an der Verfassung des Norddeutschen Bundes nichts ändern und auch keine Volksbewegung entfesseln, die letztlich den Nationalliberalen zugutegekommen wäre.

## Ausführungen Laskers und Anträge

Der Jurist Eduard Lasker im Jahr 1861. Lasker wurde Mitglied der Fortschrittspartei und 1866 Mitgründer der Nationalliberalen Partei. Dort stieg er zum Führer des linken Flügels auf.

Im Norddeutschen Bund, einem Bundesstaat, war das Staatsoberhaupt der preußische König mit dem Titel Bundespräsidium. Das Bundespräsidium setzte als verantwortlichen Minister den Bundeskanzler ein. Dies war der preußische Ministerpräsident Otto von Bismarck. Im Februar 1870 stand auf der Tagesordnung des Reichstags die „dritte Berathung über den Vertrag mit dem Großherzogthum Baden wegen wechselseitiger Gewährung der Rechtshilfe“.

Eduard Lasker verwies in der Sitzung am 24. Februar darauf, dass die Thronrede dazu aufgerufen hatte, die deutschen Angelegenheiten zu beobachten. Von den süddeutschen Staaten sei Baden derjenige, in denen der nationale Gedanke am stärksten sei. Baden habe in der Vergangenheit die preußische Seite unterstützt und sei im Krieg von 1866 nur unter äußerstem Zwang zum Gegner geworden. Danach habe Baden sich Preußen gegenüber äußerst kooperativ und wohlwollend gezeigt. Über ewige Verträge arbeiteten der Norddeutsche Bund und Baden schon eng zusammen, etwa im Militärwesen. Lasker erlaubte sich auch einen Hinweis darauf, dass die liberale Führung von Baden das Gegenteil von der in Preußen sei.
Räthselhaft erscheint mir, warum denn, auf der einen Seite das Land Baden, wollend und bestrebt in allen seinen offiziellen und populären Gewalten, sich diesem Bunde anzuschließen – warum dennoch die Vereinigung verhindert wird. [...] weil es [...] die höchste Aufgabe sein sollte, daß der Bund, so wie ihm die Möglichkeit geboten wird, nach Süddeutschland hinein sich erstrecke, damit wir nicht ferner getrennt bleiben in Süden und Norden. […] nur als ein Provisorium haben wir [die Maingrenze] im Jahre 1866 uns gefallen lassen, und wir haben dies allseitig damals erklärt; um so mehr zu verwundern, daß die Gelegenheit geboten ist, den Norddeutschen Bund zu einem Bunde des gesammten Deutschlands zu machen, und daß dennoch die beiden Hände nicht zusammentreffen wollen. Da die Schuld nicht auf Seiten Badens liegt, so wird sie, wenn eine Schuld vorhanden ist, eben nur da zu suchen sein, wo die Initiative für den Hinzutritt eines süddeutschen Staates verfassungsmäßig vorgeschrieben ist.
Die Aufnahme Badens, so stellte Lasker in Aussicht, werde den Beitritt der übrigen Südstaaten nach sich ziehen. Rücksicht auf das Ausland dürfe kein Grund sein, „die dargebotene Hand zurückzuweisen“. Die missgünstigen Staaten Frankreich und Österreich seien momentan zu sehr mit sich selbst beschäftigt. Außerdem habe ja bereits die norddeutsche Bundesverfassung vorgesehen, dass die süddeutschen Staaten beitreten. Er zitierte den Passus (Art. 79, Absatz 2): „Der Eintritt der Süddeutschen Staaten oder eines derselben in den Bund erfolgt auf den Vorschlag des Bundespräsidiums im Wege der Bundesgesetzgebung.“ Baden würde einen Beitrittsantrag stellen, wenn in der Reichstagsdebatte die Versicherung erfolge, dass der Antrag nicht abgelehnt werden würde.
Der Antrag Lasker wollte, dass der Reichstag die nationalen Bestrebungen Badens anerkenne und darin den „lebhaften Ausdruck der nationalen Zusammengehörigkeit“ erkenne. Der Reichstag nehme den „möglichst ungesä[u]mten Anschluß an den bestehenden Bund als Ziel derselben wahr.“ Achtunddreißig Abgeordnete, einschließlich Lasker, hatten unterzeichnet.

## Entgegnung der Konservativen und Bismarcks
Der Konservative Moritz von Blanckenburg folgte mit einem Abänderungsvorschlag: Auf den (zweiten) Teil, der vom Anschluss sprach, solle verzichtet werden. Nach Laskers Rede führte er aus, dass er des Morgens von den Liberalen mit dem Antrag überrascht worden sei und er noch nicht mit seinen Fraktionsgenossen beraten konnte. Trotz grundsätzlicher Begeisterung für die deutsche Sache äußerte er Zweifel daran, dass in Baden das nationale Gefühl bereits genug vorangeschritten sei. Möglicherweise seien die dortigen Bestrebungen auch Parteibestrebungen. Würde man dieser die Hand bieten, könnten die übrigen Parteien unerwünschterweise gestärkt werden.
Blanckenburg erinnerte die Abgeordneten Lasker und Miquel ferner daran, dass sie es gewesen seien, die in den Verfassungsartikel den preußischen König gebracht hatten. Sie hatten seinerzeit argumentiert, dass nicht allein die süddeutschen Staaten über einen Beitritt entscheiden sollten, sondern Preußen mit seinem König, weil Preußen die Verantwortung im europäischen Rahmen tragen würde. Fraglich sei es, ob Baden den Aufnahmeantrag überhaupt stellen wolle. Jedenfalls dürfe Baden das Bundespräsidium nicht zur Aufnahme drängen. Die Nationalliberalen im Reichstag benähmen sich so, als würden sie die auswärtige Lage besser kennen als der Bundeskanzler; zu einem solchen Führungsanspruch seien sie aber nicht legitimiert, da sie vor 1866 die Reorganisation der Armee zu verhindern suchten.
Bundeskanzler Bismarck nannte den Antrag und die Rede des Laskers überraschend und unerwünscht. Er beklagte sich, nicht vorher konsultiert worden zu sein. Nur Selbstbeschränkung des Reichstags ermögliche es, in Anlehnung an das Parlament auswärtige Politik zu betreiben. Die früher in Aussicht gestellte Unterstützung entzögen die Nationalliberalen ihm auf diese Weise. Lasker habe den Eindruck gemacht, intimere Beziehungen zur badischen Regierung zu haben als Bismarck selbst und mehr an das badische denn an das norddeutsche Interesse zu denken. Baden habe seine, Bismarcks Antwort, voraussehen können.
Lasker gebrauche seinen Antrag als Misstrauensvotum gegen die bisherige Auswärtige Politik. Bismarck wolle aber das Bundespräsidium nicht gedrängt sehen und wünsche ein badisches Beitrittsersuchen gar nicht. Die Vereinigung Deutschlands müsse in aller Freiwilligkeit erfolgen, ohne Bayern und Württemberg zu verstimmen. Baden sei als Vermittler zwischen Norden und Süden wichtiger denn als Bundesglied. Würde ein Bundesglied Baden die übrigen Südstaaten vom Westen (sprich Frankreich) abschirmen, dann gäbe es dort kein Motiv mehr, Rüstungsanstrengungen vorzunehmen. Außerdem wäre die badische Zollgrenze schwer zu bewachen, sollten Württemberg und Bayern einmal nicht mehr dem Zollverein angehören.

## Folgen und Bewertung

Deutschland während der Zeit des Norddeutschen Bundes (1867–1870), mit dem Bund in Flächenfarben. Baden grenzte nur im Südosten an die norddeutsche Exklave Hohenzollern.

Nach einigen weiteren Debattenteilnehmern stellte Lasker fest, dass es keine Mehrheit für den Antrag gab und zog ihn zurück. Seiner Meinung nach habe aber die Debatte zweierlei geleistet: Der Bundeskanzler habe seine Haltung offengelegt, und die Reichstagsparteien hätten wünschenswerterweise die Anstrengungen Badens gelobt. Karl Erich Pollmann erklärt den Rückzug der Nationalliberalen als Zurückweichen vor der Vertrauensfrage, die Bismarck im Antrag ausdrücklich sehen wollte. Zwar beteuerten Lasker und seine Kollegen, dass sie nicht in die Außenpolitik eingreifen wollten, meinten aber, dass diese nicht nur durch die Diplomatie, sondern auch durch eine „Volkspolitik“ betrieben werden solle.
Der Historiker Lothar Gall betont, dass Bismarcks Erwiderung auf die Interpellation Lasker unerwartet scharf ausgefallen sei. Bismarck sei das Risiko eingegangen, seine Beziehungen zu den Nationalliberalen, aber auch zur badischen Regierung zu belasten. Indem er auf die Initiative des Bundespräsidiums (seines Königs) pochte, machte er deutlich, dass für ihn machtpolitische Strukturentscheidungen im Norddeutschen Bund weiterhin wichtiger waren als das Verhältnis zum Süden. Diese Entscheidungen wollte er nicht zurücknehmen, selbst wenn er damit rasche Fortschritte in der Einigungsfrage hätte erzielen können. Der Norddeutsche Bund war ihm nichts Provisorisches, sondern ein Gebilde, dessen innere Struktur dauerhaft sein sollte.
Damit engte Bismarck aber seinen Spielraum ein und erlaubte es, dass die Partikularisten in Bayern und Württemberg sich an die Verhältnisse seit 1866 gewöhnten. Ihrerseits waren die Nationalliberalen „die nationale Partei schlechthin“, so Gall, die befürchten mussten, dass bei Enttäuschung der Erwartungen von 1866 ihre Anziehungskraft nachließ – vor allem im Süden. Unter Bismarcks Politik wurden der Bundesstaat und die Deutsche Einheit nicht etwa durch Erweiterung der persönlichen Freiheiten attraktiver, sondern durch das preußische Heeressystem, das im Süden eingeführt wurde, unattraktiver. Die Hoffnungen der Nationalliberalen waren aber unvereinbar mit Bismarcks Zielen. Der Bundeskanzler entfachte auch nicht etwa eine Anschlussbewegung in breiten Volksschichten. Für beide Seiten war die Einheit kein Wert an sich, sondern Teil einer Kosten-Nutzen-Rechnung verfassungspolitischer Natur.
Doch waren die Überlegungen der Nationalliberalen, die Südstaaten schrittweise aufzunehmen, eine realistische Alternative. Selbst wenn Frankreich wegen des Beitritts Badens zum Norddeutschen Bund den Krieg erklärt hätte: Süddeutschland war durch Verträge an den Norden gebunden, und selbst die Partikularisten waren frankreichfeindlich eingestellt. Der Süden hätte den Norden im Kriegsfall wohl genauso unterstützt, wie er es tatsächlich im Juli desselben Jahres, nach der Hohenzollernkandidatur, getan hat.

## Belege
1. ↑  Reichstagsprotokolle, 1867/70,10, Sitzung vom 24. Februar 1870, S. 57–60.
2. ↑  Reichstagsprotokolle, 1867/70,10, Sitzung vom 24. Februar 1870, S. 61.
3. ↑  Reichstagsprotokolle, 1867/70,10, Sitzung vom 24. Februar 1870, S. 61 f.
4. ↑  Reichstagsprotokolle, 1867/70,9, S. 203 f. „Nr. 20: Antrag zur dritten Berathung des Vertrages zwischen dem Norddeutschen Bunde und dem Großherzogtum Baden wegen wechselseitiger Gewährung der Rechtshülfe (Nr. 9 der Drucksachen)“.
5. ↑  Reichstagsprotokolle, 1867/70,9, S. 204 (Nr. 21).
6. ↑  Reichstagsprotokolle, 1867/70,10, Sitzung vom 24. Februar 1870, S. 62 f.
7. ↑  Reichstagsprotokolle, 1867/70,10, Sitzung vom 24. Februar 1870, S. 64–66.
8. ↑  Reichstagsprotokolle, 1867/70,10, Sitzung vom 24. Februar 1870, S. 66.
9. ↑  Reichstagsprotokolle, 1867/70,10, Sitzung vom 24. Februar 1870, S. 66 f.
10. ↑  Klaus Erich Pollmann: Parlamentarismus im Norddeutschen Bund 1867–1870, Düsseldorf: Droste Verlag, 1985, S. 295 f.
11. ↑  Lothar Gall: Bismarcks Süddeutschlandpolitik 1866–1870. In: Eberhard Kolb (Hrsg.): Europa vor dem Krieg von 1870. Mächtekonstellation – Konfliktfelder – Kriegsausbruch. R. Oldenbourgh, München 1987, S. 23–32, hier S. 27.
12. ↑  Lothar Gall: Bismarcks Süddeutschlandpolitik 1866–1870. In: Eberhard Kolb (Hrsg.): Europa vor dem Krieg von 1870. Mächtekonstellation – Konfliktfelder – Kriegsausbruch. R. Oldenbourgh, München 1987, S. 23–32, hier S. 28 f.
13. ↑  Lothar Gall: Bismarcks Süddeutschlandpolitik 1866–1870. In: Eberhard Kolb (Hrsg.): Europa vor dem Krieg von 1870. Mächtekonstellation – Konfliktfelder – Kriegsausbruch. R. Oldenbourgh, München 1987, S. 23–32, hier S. 31.